# Exit (Pat Martino)
| Recensione | Giudizio |
| ---------- | -------- |
| AllMusic   |          |

Exit è un album discografico di Pat Martino, pubblicato dall'etichetta discografica Muse Records nell'ottobre del 1977.

## Tracce

### LP
Lato A
1. Exit – 9:23 (musica: Pat Martino)
2. Come Sunday – 7:30 (musica: Duke Ellington)
3. Three Base Hit – 4:30 (musica: Pat Martino)

Lato B
1. Days of Wine and Roses – 4:47 (testo: Johnny Mercer – musica: Henry Mancini)
2. Blue Bossa – 4:57 (musica: Kenny Dorham)
3. I Remember Clifford – 7:48 (musica: Benny Golson)

## Formazione
- Pat Martino – chitarra
- Gil Goldstein – piano
- Richard Davis – basso
- Jabali Billy Hart – batteria

Note aggiuntive
- Ed Freeman – produttore
- Registrazioni effettuate il 10 febbraio 1976 al Blue Rock Studio di New York City, New York
- Ed Korvin – ingegnere delle registrazioni
- Carol Friedman – foto e design copertina album originale
- Kent Hazen – note retrocopertina album originale[2]